# 雪纺

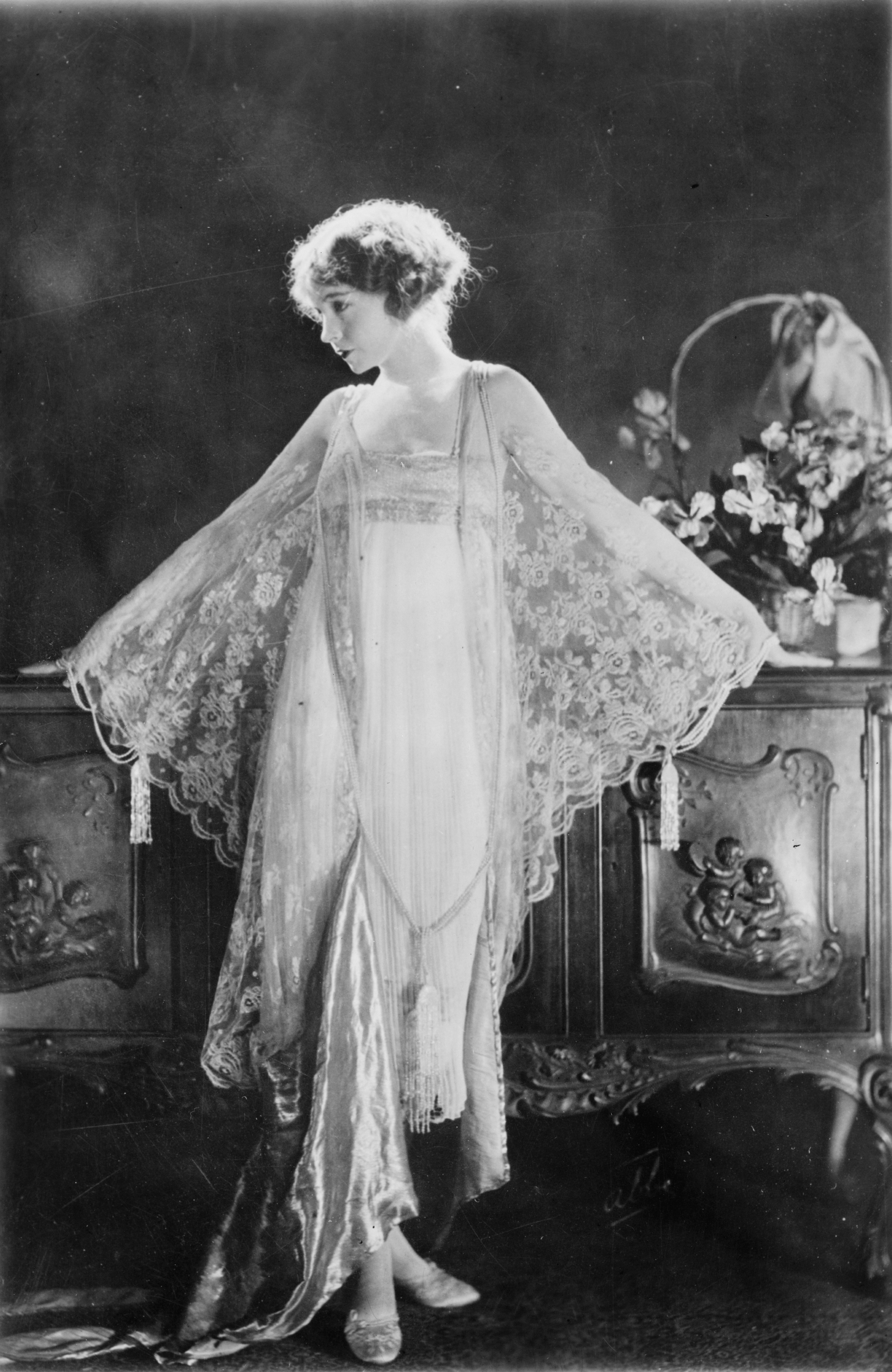
雪纺

雪纺（法語：Chiffon），采用涤纶或者真丝为原料，经左右加捻加工而成。雪纺为法语单词的音译。
雪纺质地柔软、轻薄透明，手感滑爽富有弹性，外观清淡爽洁，具有良好的透气性和悬垂性。
雪纺是以强捻绉经、绉纬制织的一种丝织物。经丝与纬丝采用S捻和Z捻两种不同捻向的强捻纱，按ZS、2Z相间排列，以平纹组织交织，织物的经纬密度很小。
現代的雪纺可能是由棉、丝绸或合成纤维制成。除了以聚酯為材料的合成纤维难以染色外，雪纺通常可以染成多種色調。
雪纺由于其良好的透气性和手感，目前常用于礼服類的服装上。

## 外部連結
- chiffon - 雪紡紗綢 （页面存档备份，存于） （繁體中文）